# Hill Mountain
Hill Mountain är en by i Pembrokeshire i Wales. Byn är belägen 124,5 km 
från Cardiff. Orten har 684 invånare (2016).